# 高靭性セメント系複合材料
高靭性セメント系複合材料（こうじんせいセメントけいふくごうざいりょう）とは、柔軟性を有した特殊なコンクリートである。英語では「engineered cementitious composite」と書くため、ECCと略される。なお、英語では「strain hardening cement-based composites」とも書かれ、SHCCと略される場合もある。力を加えると柔軟性を発揮して、ある程度は曲がるため、英語では俗に「bendable concrete（曲げられるコンクリート）」とも呼ばれる。本稿では、これ以降、全て「ECC」という略記で記載する。

## 概要
ECCは、モルタルを短い繊維材料を混ぜ込んで強化して、型の中で固めて作る物であり、何らかのモノマーを重合させて作る、ポリマーの繊維材料を用いる事が通常である

。
一般的なコンクリートとは異なり、ECCのstrain capacityは3パーセントから7パーセントに達する。参考までに一般的なコンクリートやモルタルのstrain capacityは、0.01パーセントに過ぎない。この性質のために、ECCは一般的なコンクリートのように硬くて脆いというよりは、むしろ、柔軟に変形する材料と言える。この性質を利用して、ECCの応用が考えられ、使用されてきた。
なお、ECCは一般的な繊維補強コンクリートとも似ていない

。

## 物性・特性
ECCは、通常のセメントやコンクリートだけでなく、通常の繊維補強コンクリートと比べても、張力を受けた際に、特異な性質を有する。ECCには、その体積の2パーセント以内の繊維材料が混入されている

。
この繊維材料とセメント材料とが相互作用をするので、ECCは用途に合わせて、その物性を設計する事も、ある程度は可能である。繊維材料を含んだECCは、一般的なコンクリートが破壊される段階で見られるような幾つかの大きな亀裂ではなく、むしろ、非常に微細な亀裂を多数作る性質を有する。普通のコンクリートならば破壊されてしまうような状況において、この性質は、ECCを変形させる。
さらに、微細な亀裂は、その内部に雨水が浸透する事を難しくするため、ECCで塗り込めた鉄材を腐食させ難くするために有利であり

、そして、この微細な亀裂が自動的に修復される意味でも有利である

。
この微細な亀裂の自動的な修復は、何らかの理由で水に曝露された場合に、微細な亀裂の中で、例えば、方解石やケイ酸カルシウム水和物のような、セメント材料の水和物が自動的に生成し、それが微細な亀裂を埋めてしまうという機序によって達成される。こうして微細な亀裂の中で生成したセメント材料の水和物は、白い傷跡のように微細な亀裂の中に現れる。この自動修復によって、微細な亀裂を塞いで、水が浸透する事を妨げるだけでなく、ECCの強度も回復する。
もっとも、この水に曝露された場合に、セメント材料の水和物が生成される現象は、ECCに限らず、一般的なコンクリートやセメントで普遍的に見られ、さらに、ECCのように微細な亀裂が自動的に修復される部分も有るのだが、それは亀裂の幅が充分に狭くなければ、亀裂の回復は充分に起こらない。そして、残念ながら一般的なコンクリートが破壊される段階で出現する亀裂は、大きく成長し勝ちである。一方で、ECCに発生する微細な亀裂の幅は、内部の繊維材料の御蔭で、全ての亀裂が自動的に修復される幅に、しっかりと制御される傾向にある。いずれにしても、どのようなセメントであろうと、適切な繊維材料を混合すれば、その強度を高められるし、上手くすれば自動修復能を持たせられる場合もある。ただし、そもそもECC自体が、2010年代に入っても、未だ発展途上の材料である

。

## 種類
一口にECCと言っても、幾つかのタイプが存在する。
軽量ECC、低密度ECC
大きく分けて3つのタイプが有る。1つ目が、ECCのセメント材料に軽量な骨材を使った物である。2つ目は、ECCの中に気泡を閉じ込めた、ガラスや合成樹脂を混入した物である。最後は、前述の2つの方法を併用した物である。
いずれも、一般的な低密度コンクリートと違って、ECCとしての柔軟性を有している。
このタイプのECCの使用例としては、水上に浮かべるタイプの住宅の建材、バージ船やカヌーの材料などが挙げられる。
自己充填コンクリート
自重で流れるコンクリートを指す。そのECC版である。
例えば、型枠の中に、緻密に組んだ鉄筋が存在している状態であっても、わざわざ振動を与えてコンクリートを行き渡らせる操作をせずとも、均質にムラ無く行き渡るコンクリートである。
自己充填コンクリートは、コンクリートの粘性を減らす添加物と、適切な骨材を使用する事によって実現される。
噴霧可能ECC
これは気送ホースを通して運搬できて、噴霧が可能なECCである。
これを可能にするために、様々な特殊な柔軟可塑剤と粘性低減剤を添加する。
このタイプのECCの使用用途としては、トンネルや下水道の内側の補修材料などが挙げられる。
絞り出し可能ECC
1998年に開発されたECCで、絞り出しパイプでECCを送り出すタイプである。これにより、従来の繊維を混ぜたコンクリートよりも、多量のECCの送り出しと、高度な成型を可能にした。

## 施工例
2012年の段階で既に、アメリカ合衆国、スイス、日本、大韓民国、オーストラリアなどで大規模にECCが使用された事例が、多数見られる。以下に、幾つか施工例を挙げる。
Mitaka ダム
広島市の近くに有るダムで、2003年にECCを使って修理した。
2003年当時で、建築から60年が経過した老朽ダムであり、堤の表面は酷く劣化していた。明らかな亀裂が存在し、所々で漏水まで発生していた。
そこで、600 m2以上の範囲に、2 cmの厚みでECCを吹き付けて、補修を行った。
岐阜県の擁壁
岐阜県で擁壁を、2003年にECCを使って補修をした。
通常ならば一般的なセメントなりコンクリートなりで修理するのだが、この擁壁の場合は、あまりに劣化が酷かった。一般的なセメントでは、擁壁にできた亀裂を埋める事は、もはや不可能であろうと見込まれたため、ECCが用いられた。なお、このECCは施工後1年間、亀裂が広がらないように耐えて、擁壁が崩壊する危険を最小限にする意図で用いられた、応急処置の事例である。
Glorio Roppongi high-rise apartment building
東京に建設された高さ95 mの高層住宅に、ECCが使用された。具体的には、2フロア毎に組み合わされた、合計54組のECCで作られた外力によって曲がり得る梁を、地震動による建物の損傷を減らす意図で取り付けた。
一般的なセメントを使用した場合と比べれば、ECCは外力に耐え易い。さらにECCは、強い外力を自らが変形する事で吸収できる。また、ECCは剪断応力に対しても、ある程度までならば、破損せずに変形できる。これらのECCの特性は、一般的なセメントだけを建物に使った場合と比べれば、地震動に対して建物を強くできると考えられている。
Nabeaure Yokohama Tower
この41階建ての建物でも地震動による建物の損傷を減らす意図で、ECCが使用された。具体的には、各階に4本ずつのECCで作られた梁を仕込んだ。Glorio Roppongi high-rise apartment buildingの類例である。
Mihara Bridge
北海道に建設された、長さ約1 kmの橋梁で、2005年に供用が開始された。
道床に約800 m3の鋼鉄で補強されたECCが使用された。ECCは、道床に荷重される張力を逃がす。また、橋の建設中に道床にできてしまう亀裂を、ECCを使用した事で4割減らせるとされる。
ミシガン州の州間道路94号線の橋
この道路用に2005年に完成した橋の道床に、ECCが225 mmの厚さで使用された。
ここには約30 m3のECCを使用するだけで済んだ。一般的なセメントを使うよりも、少ない材料で橋の道床を作っても、EECの特性の御蔭で、充分に交通による荷重に耐えられた。
ミシガン大学とMichigan Department of Transportationは、2009年現在、この橋に使用したECCが理論値の耐久性を発揮しているかどうかの調査を行っている。ひとまず、完成から4年後の時点の調査の結果、ECCは充分な強度を保っていたと判った。
Ellsworth Road Bridge
2006年11月に、この橋の修理が、ECCを用いて行われた。
この補修に使用されたECCは、速く固まって、強度が高くなる特性を持っており、圧縮力に対して、施工後4時間で23.59 ± 1.40 MPaまで耐え、さらに施工後28日目には55.59 ± 2.17 MPaまで耐えた。この特殊なECCの御蔭で、従来のコンクリートで補修した場合と比較して、橋の修繕の工期短縮と、橋の早期の再開通が可能だった。

## 比較
|              | FRC                                    | 一般的なHPFRCC                       | EEC                                            |
| ------------ | -------------------------------------- | ------------------------------------ | ---------------------------------------------- |
| 含有繊維     | 色々な繊維 全体の2パーセント未満が普通 | 普通は鋼鉄 全体の5パーセント超が普通 | 特別仕様の合成繊維 全体の2パーセント未満が普通 |
| 骨材         | きめの粗い砕石                         | 細かい砕石                           | 厳密に大きさを揃えた小石 または、細かな砂      |
| 自動修復能   | 設計不能                               | 設計不能                             | 亀裂を大きさを制御 化学反応を利用              |
| 硬さ         | 比較的柔らかい                         | 比較的硬い                           | 比較的硬い                                     |
| 引張り強度   | 0.1パーセント                          | 1.5パーセント未満                    | 普通3パーセント 最大で8パーセント              |
| 亀裂発生形態 | 無制限に発生                           | 幅、数百 μm程度 ただし耐え得る力の時 | 普通は幅100 μm未満 ただし耐え得る力の時        |

- FRC = fiber reinforced concrete すなわち、繊維補強コンクリートを指す。
- HPFRCC = high-performance fiber reinforced cementitious composites